# Tomasz Mateusiak
Tomasz Mateusiak (ur. 5 grudnia 1980) – polski lekkoatleta, skoczek w dal.

## Osiągnięcia
Zawodnik klubu Stora Enso Ostrołęka. Brązowy medalista mistrzostw Europy juniorów (1999). 4-krotny mistrz Polski seniorów (1999, 2002, 2003, 2005), 2-krotny halowy mistrz Polski (2004, 2005). 4. zawodnik Uniwersjady (Taegu 2003), 5. - Halowego Pucharu Europy (Lipsk 2003), 6. - Pucharu Europy w lekkoatletyce (Florencja 2005). Jego młodszy brat - Łukasz też uprawia skok w dal.

## Rekordy życiowe
- skok w dal – 8,08 m (6 sierpnia 2003, Königs Wusterhausen – 15. wynik w historii polskiej lekkoatletyki[1]) oraz 8,15 m (4 lipca 2003, Bielsko-Biała; 2,1 m/s) ze sprzyjającym skoczkowi wiatrem, którego prędkość minimalnie przekroczyła dopuszczalne regulaminem 2,0 m/s